# Мушруб-Шавердов, Илья Иванович
Илья Иванович Мушруб-Шавердов (2 сентября 1853 — ?) — русский военный деятель, генерал от инфантерии (1912).

## Биография
Вероисповедания православного. По национальности, предположительно, армянин. Брат генерал-лейтенанта Сергея Мушруб-Шавердова.
Учился сперва во 2-й Московской военной гимназии, а затем в Павловском военном училище, которое закончил в 1872 году в чине прапорщика, после чего определён в 1-ю полевую артиллерийскую бригаду. 
Молодым поручиком принял участие в Русско-турецкой войне 1877—1878 годов, где получил боевое ранение. С тех пор более в военных действиях участия не принимал.
После окончания войны в чине штабс-капитана поступил в Военно-юридическую академию, окончив которую, связал свою дальнейшую карьеру с военно-судебной системой. С 1883 года служил в военных судах в различных концах империи, постепенно повышаясь по службе. В 1880-е годы служил в Казанском военно-окружном суде (помощником прокурора, позднее следователем), с 1899 — в Приамурском (прокурором), с 1902 года в Московском (судьёй, имея с 1900 года чин генерал-майора). В 1906 году вернулся в качестве прокурора в Казанский суд, а в 1909 году, уже в чине генерал-лейтенанта, возглавлял военно-окружной суд в Вильно. 
По состоянию на 1907 год состоял в браке и имел шестерых детей. 
В 1912 году вышел в отставку с присвоением чина генерала от инфантерии. Дальнейшая судьба неизвестна. 

## Награды
- Орден Святого Станислава 3-й степени  (1877)
- Орден Святого Станислава 2-й степени с мечами (1879)
- Орден Святой Анны 2-й степени с мечами (1879)
- Орден Святого Владимира 4-й степени (1886)
- Орден Святого Владимира 3-й степени (1896)
- Орден Святого Станислава 1-й степени (1903)

О орденах, которые могли быть получены позже, информация не представлена.